# Viitorul București
Viitorul București a fost un club de fotbal românesc care a jucat în turul Diviziei A 1962-1963.

## Istoric
Viitorul București a fost înființat în vara anului 1962 și era format din naționala de tineret a României, care a câștigat anterior turneul UEFA de tineret din propria țară.
Inițial, Gheorghe Ola a adunat și antrenat echipa care a obținut un loc în cea mai înaltă Ligă a României, Divizia A, care a fost ridicată în acest scop pe 15 echipe fără calificare. La începutul anului 1963 Viitorul a fost exclus și dizolvat în campionat. Jucătorii au fost preluați în mare parte de alte echipe bucureștene sau reveniți la cluburile de acasă.
Au jucat în 1962–63 Divizia A și a fost dizolvată la mijlocul sezonului.